# Мавзолей Туглу-Текин (Эмира Хусейна)
Мавзолей эмира Хусейна и его матери Туглу-Текин — архитектурный памятник в Самарканде, входящий в ансамбль Шахи-Зинда. Построен в 1376 году в эпоху Амира Темура.

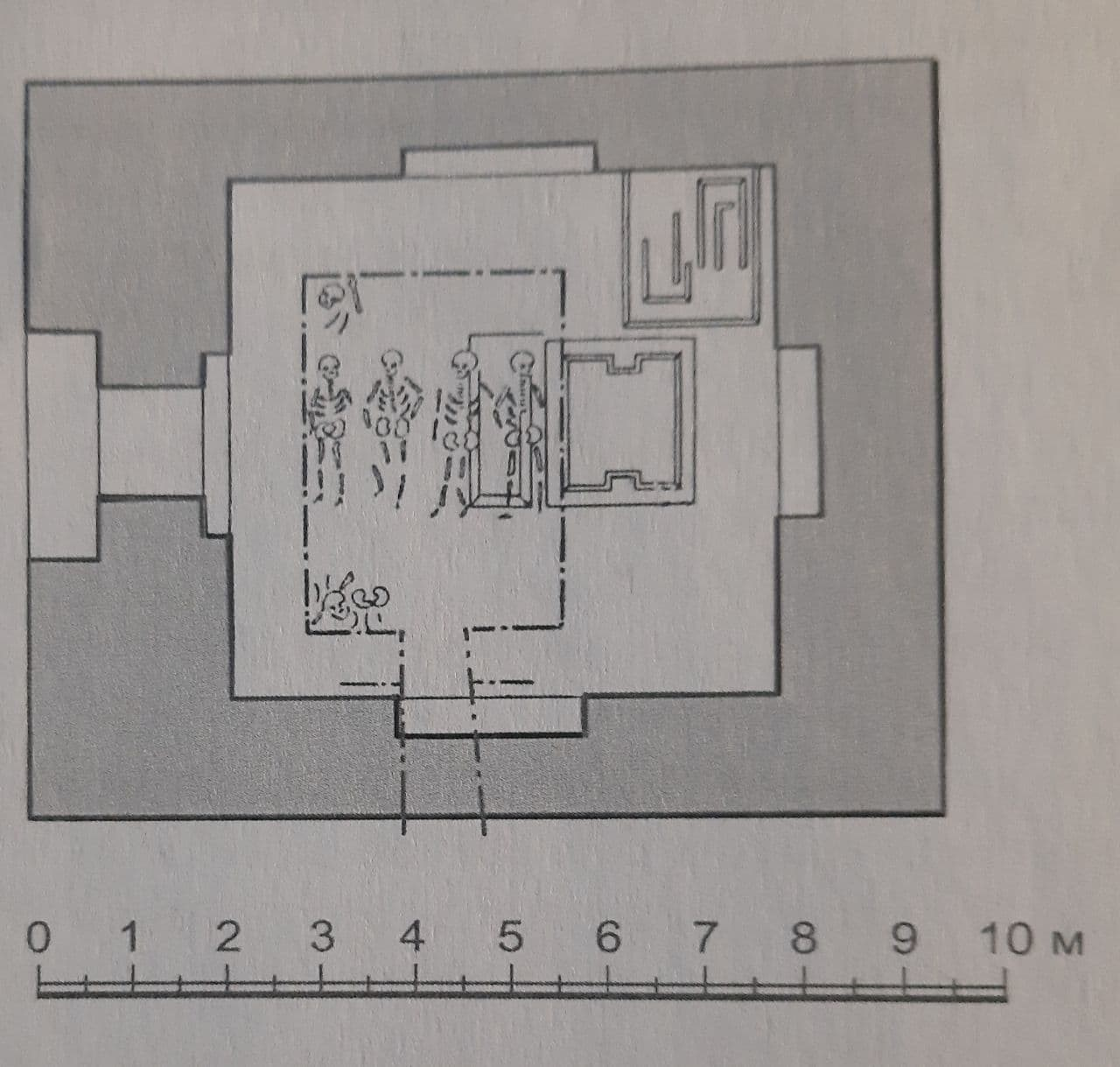
Из книги Немцевой Н. Б., Ансамбль Шахи-Зинда: история-археология-архитектура XI—XXI вв. Самарканд. 2019.

## Исторический срез
Мавзолей эмира Хусейна и его матери Туглу-Текин находится на внешнем оплыве крепостного вала городища Афросиаб справа по коридору, это второй мавзолей, который появился во времена правления Амира Темура в загородном «царском некрополе». Здесь была погребена Туглу-Текин, мать эмира Хусейна, одного из военачальньников Амира Темура и сам эмир Хусейн. Весь период со второй половины XIV-начала XV столетия — время блистательного расцвета Самарканда при Амире Темуре. Возрождение Самарканда нашло закономерное отражение в некрополе Шахи-Зинда. Главная святыня города предстает в новом архитектурно-художественном образе. Происходит решительная реконструкция караханидского и домонгольского некрополя, окончательно уничтожаются здания XI—XV веков, возводятся новые ансамбли.
Сакральный центр на покинутом городище в окружении старинного кладбища, застроенный сверкающими полихромной глазурью гробницами стал еще более популярным, изысканно-утонченным в своем художественном образе и стиле.
Мавзолеи светских лиц в эпоху Амира Темура отличались помпезностью и роскошью убранства. Традиционно было поклонение каждому порогу (гробнице) — это входило в обязательный поминальный обряд-зиёрат. Развитие ансамбля Шахи-Зинда было связано с укреплением власти. Мавзолей начал разрушаться еще в XV веке и к XX веку от здания сохранился входной портал, части южной и северной стен с остатками углового тромпа. Полностью был разрушен юго-восточный угол и не было купола. В 50-е годы прошлого века мавзолей был раскопан и восстановлен по остаткам стен.
Раскопками 1952 года вскрыто основание стен, заключавших квадратный план (5,9 х 5,75 м), в интерьере расчищено пять ступенчатых намогильников, в том числе два намогильника, сдвоенных на одном трехступенчатом основании. Намогильники, судя по остаткам, были облицованы кашинными плитками с надглазурной росписью белым, синим цветами и золотом.

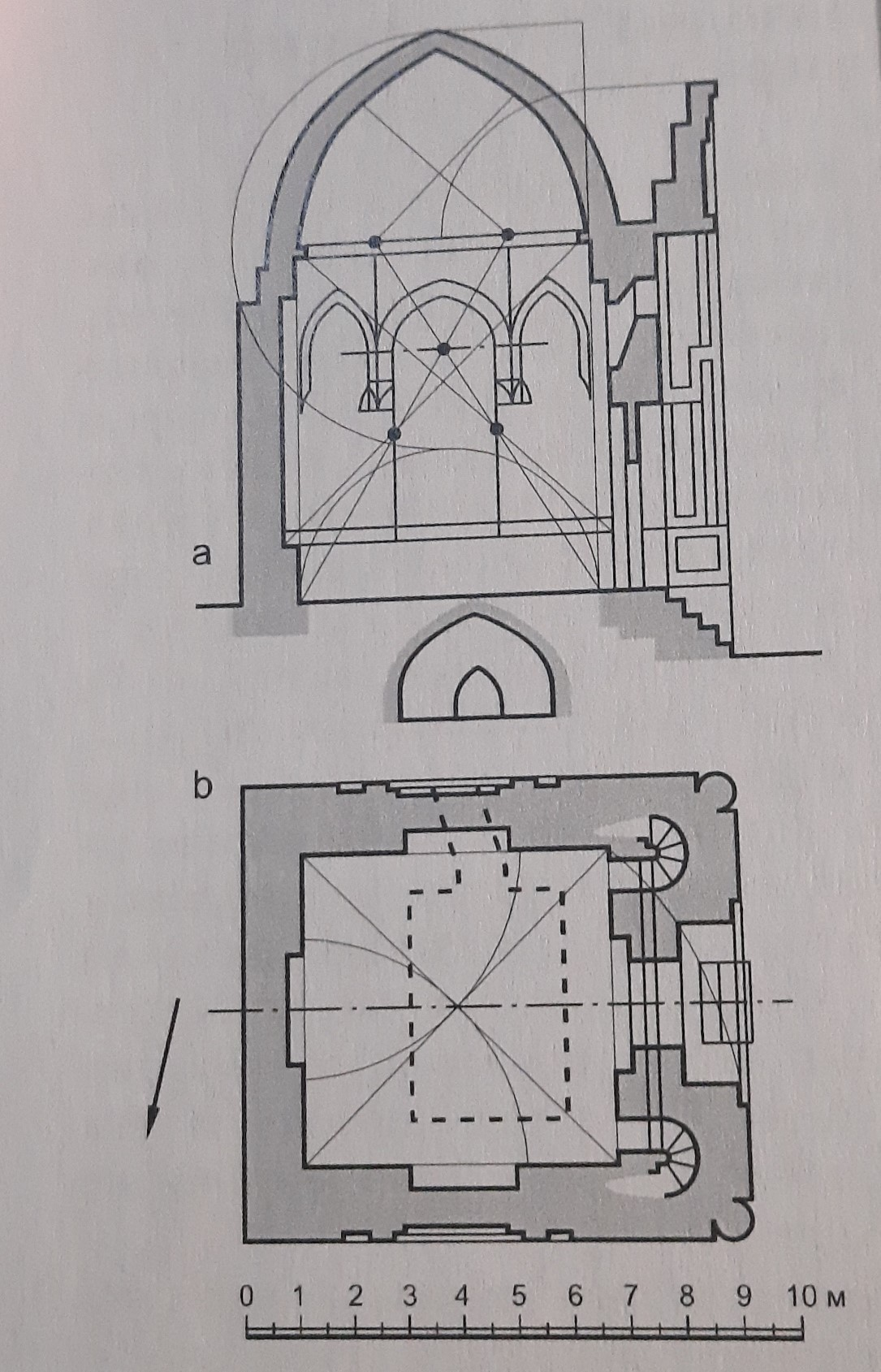
Из книги Немцевой Н. Б., Ансамбль Шахи-Зинда: история-археология-архитектура XI—XXI вв. Самарканд. 2019.

## Описание мавзолея
Однокамерный мавзолей представляет собой характерный для своей эпохи портально-купольный тип.
Размеры мавзолея:
Снаружи 8,5×9,5 м
Внутри 6,5×6,5 м
Предполагаемая высота 11,5 м
Фундаменты мавзолея были заложены на разную глубину (максимальная с юга — до 1,4 м, так как здание было построено на внешнем склоне крепостной стены), сложены из разномерного кирпича, боя и сланца. Портал сплошь покрыт расписной майоликой в сочетании с резной поливной терракотой в одинаковой пропорции. В облицовке портала наблюдается очередной «шаг» в эволюции архитектурного декора. Технически более простая в изготовлении майолика вытеснила резную терракоту. В цветовую гамму введены желтый, зеленый, красные цвета, которых еще нет в более ранних мавзолеях XIV века.

## Интерьер мавзолея
В интерьере мавзолея проходила панель высотой 1,34 м из двух больших и пяти маленьких прямоугольных панно из шестигранных плит. Верх стен покрыт белым ганчем по глиносаману. Купол основан на арочном парусе, в оригинале, сохранившемся в северо-западном углу.

## Склеп мавзолея
Под полом мавзолея находится прямоугольный склеп (4,16 х 2,89-2,96, высота 1,8 м), крытый сводом с входным дромосом на юг. В склепе было три непотревоженных костяка и еще шесть черепов (в том числе детские), груда костей по углам склепа (антропологом не обследованы).

## Эпиграфика мавзолея
На пилонах портала сохранился фрагмент посвятительной надписи на арабском языке, выполненный в технике резной поливной терракоты. Фон надписи темно — синий, буквы светло-голубого цвета. Почерк сулс очень пластичных очертаний. Диакритика отсутствует. Значительная часть надписи утрачена.
«…ее жилище. Туглу-Текин, дочь Амира Ходжама. А сын ее и свет ее очей Эмир, счастливый, мученик Эмир Хусейн, сын Кара-Кутлуга — да оросит Аллах его могилу! Принял он мученичество в (месяце) зу-л-ка’ ада года семьсот семьдесят восьмого (апрель-март 1376 г.)»
Внутри портальной ниши в П-образной раме, обрамляющей входной проем, имеется надпись, начало которой является фрагментом из знаменитого произведения Фирдоуси «Шахнаме» (глава 11-я сказ о Сиявуше). В конце же этого текста (в левой части) приведены стихи, автор которых не установлен.
«Если вершина моего дворца достигнет даже Сатурна,
Все равно придется испить яд этого бренного мира.
Если жить придется (тысячу двести лет),
Нет мне другого места, (кроме как подземелье)
(Теперь) в этой могиле я, без друзей и близких,
Моя надежда на милость Твою, и только».
Почерк надписи — губор, отличающийся удивительной пластикой и изяществом. Диакритика в этой надписи отсутствует.